# Nagyvisnyó
Nagyvisnyó je obec v Maďarsku na severu župy Heves v okresu Bélapátfalva v Bukových horách. K 1. lednu 2015 zde žilo 913 obyvatel.

## Historie
První písemná zmínka o obci pochází z 12. století.

## Geografie
Obec se nachází asi 10 km severovýchodně od okresního města Bélapátfalva. Od města s župním právem Eger se nachází asi 26 km severovýchodně.
Obcí dále protéká potok Szalajka. Obec se nachází v Bukových horách ve výšce 280 m n. m.

## Doprava
Do obce se dá dostat silnicí ze Szilvásváradu a Dédestapolcsány. Dále zde prochází železniční trať Eger – Putnok, na které se nachází zastávka Nagyvisnyó-Dédes. Vlaky zde však od roku 2009 nejezdí, a to v úseku Szilvásvárad – Putnok.